# Thyridanthrax senegalensis
Thyridanthrax senegalensis är en tvåvingeart som beskrevs av Francois 1972. Thyridanthrax senegalensis ingår i släktet Thyridanthrax och familjen svävflugor.
Artens utbredningsområde är Senegal. Inga underarter finns listade i Catalogue of Life.